# Adventures of Lolo 2
The Adventures of Lolo II (Japans: アドベンチャーズ　オブ　ロロ; Adventures of Lolo) is een videospel dat werd ontwikkeld en uitgegeven door HAL Laboratory. Het spel kwam in 1990 uit voor de Nintendo Entertainment System. Later volgde een release voor de Virtual Console (Wii en Wii U). Prinses Lala wordt gevangen gehouden in een hoge toren. De speler speelt een blauwe bal en moet haar zien te redden. De speler moet diverse puzzels, van kamer tot kamer reizen en vijanden verslaan om bij de prinses te komen. Het spel wordt met bovenaanzicht getoond.

## Ontvangst
| Beoordeeld door            | Jaar | Platform            | Score |
| -------------------------- | ---- | ------------------- | ----- |
| Quebec Gamers              | 2004 | NES                 | 80%   |
| IGN                        | 2008 | Wii Virtual Console | 80%   |
| VideoGame                  | 1991 | NES                 | 80%   |
| Mag'64                     | 2010 | Wii Virtual Console | 75%   |
| Nintendo Life              | 2008 | Wii Virtual Console | 70%   |
| Official Nintendo Magazine | 2008 | Wii Virtual Console | 69%   |
| Game Freaks 365            | 2007 | NES                 | 38%   |